# 大森啓祠朗
大森啓祠朗 （おおもり けいしろう、1956年9月8日 - ）は日本の俳優。オフィス井上所属。

## 人物
岡山県出身。身長177cm、体重65kg。趣味・特技は水泳、モトクロス、空手（玄制流）、岡山弁、木工など。

## 出演

### 大河ドラマ
- 武田信玄
- 春日局
- 翔ぶが如く
- 炎立つ - 三浦義村 役
- 北条時宗 - 上杉重房 役
- 利家とまつ〜加賀百万石物語〜 - 毛利輝元 役
- 武蔵 MUSASHI
- 龍馬伝 - 九条尚忠 役
- 江〜姫たちの戦国〜

### その他のテレビドラマ
- 燃えよ剣（1990年版） - 河合耆三郎 役
- 虹色定期便
- 天までとどけ 2〜3 - 松本記者 役
- デカで悪いか
- 柳生十兵衛
- シェエラザード
- 警視庁心理分析捜査官・崎山知子
- 朝は楽しく!〜スマイルサプリメント〜
- リセット
- 夏の嵐
- 君の名は

### 映画
- クレイジークロウ サル